# Bengt Strömbro
Bengt Paul Strömbro, född 7 augusti 1972 i Stockholm, är en svensk programledare, radiopratare och manusförfattare.
Strömbro växte upp i Piteå kommun och gick musikgymnasiet i Skellefteå.  
Han är mest känd för allmänheten som programledare för radioprogrammet Mammas nya kille i P3. På 1990-talet spelade han bas i bandet Garp från Skellefteå. Under några år arbetade han som programledare på P4 Västerbotten.  Mellan åren 2009 till 2024 var Bengt Strömbro programchef på SVT Umeå och ansvarade för program som Helikopterrånet, Den stora älgvandringen och Första Dejten som är programserier som visats på SVT